# Wilton G. S. Sankawulo
Wilton G. S. Sankawulo, né le 26 juillet 1937 à Haindii au Liberia et mort le 21 février 2009 à Monrovia, est un homme politique liberien qui gouverne le pays en tant que président du Conseil d'État pendant la première guerre civile libérienne entre septembre 1995 et septembre 1996.